# Sven Thomsen
Sven Thomsen (Copenhague, 7 de setembro de 1884 — Vittsjö, 14 de novembro de 1968) foi um velejador dinamarquês, medalhista olímpico. Ele competiu nos Jogos Olímpicos de Verão de 1912 na classe 6 Metre e conquistou a medalha de prata na disputa a bordo do Nurdug II com Hans Meulengracht-Madsen e Steen Herschend.